# W-3-motor

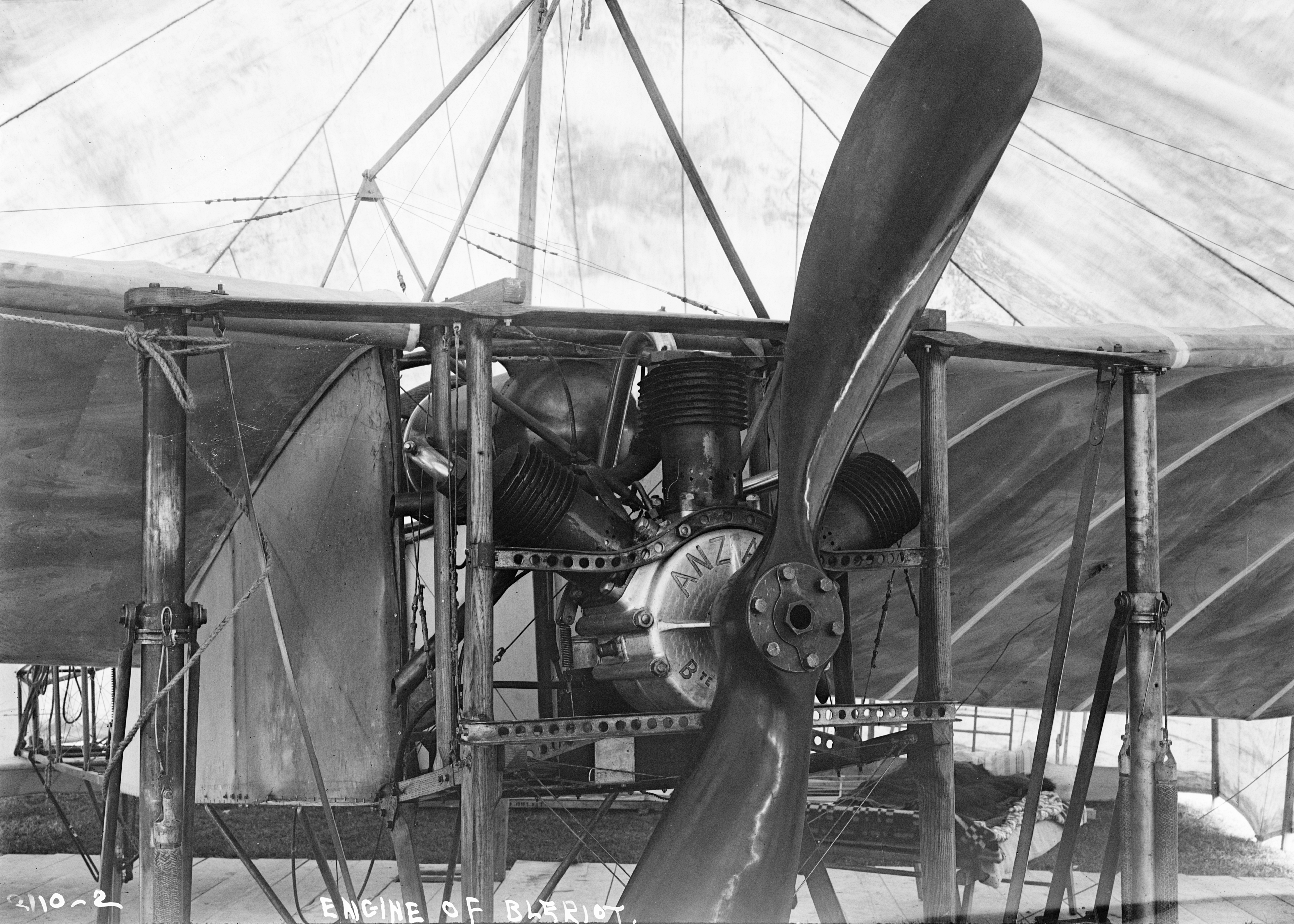
Anzani W-3 in de Blériot XI

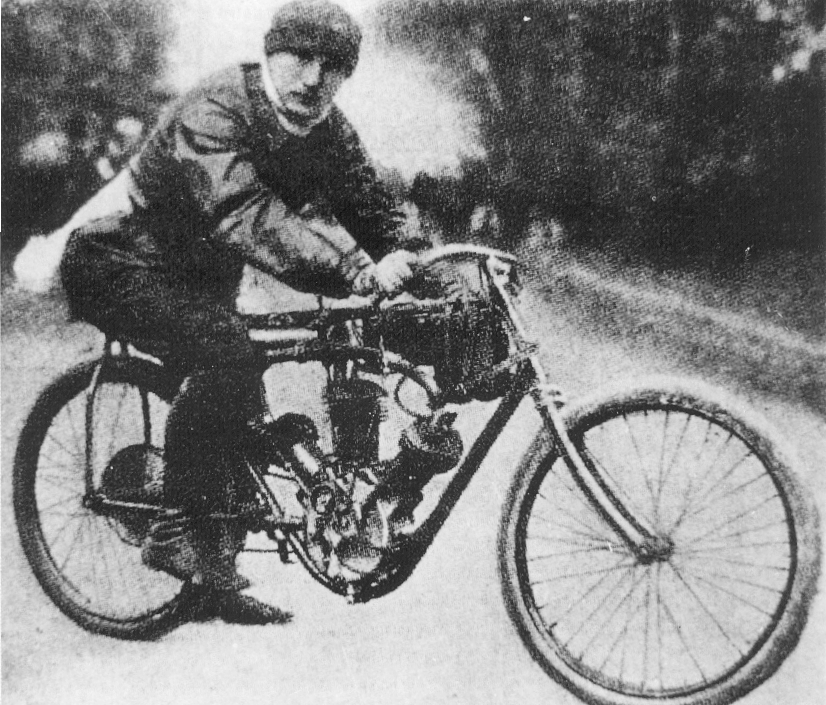
Alessandro Anzani op zijn W-3-motor in 1906

W-3-motor is een motor met drie cilinders die in een W-vorm ten opzichte van elkaar staan en waarbij 3 drijfstangen op één kruktap samenkomen.
Het nieuwste W-3-blok werd ontwikkeld door het Amerikaanse bedrijf US Feuling Motor Company. Het lijkt op een Harley-blok met een cilinder extra. Je zou ook kunnen zeggen dat het een onvolledige stermotor is. Ook Moto Guzzi heeft met een dergelijk blok (de W 103 Sperimentale) geëxperimenteerd, en al in 1906 werd er een gemaakt door Alessandro Anzani en in 1909 bouwde Curtiss er een. 
Met de W-3 van Anzani vloog Louis Blériot over het Kanaal.